# Гросрусбах
Гросрусбах (нім. Großrußbach) — ринкове містечко з 2240 мешканцями (станом на 1 січня 2023) в окрузі Корнойбург в Нижній Австрії. Його не слід плутати з приблизно 30 км далі на захід у муніципалітеті Русбах, також у районі Корнойбург.

## Географія
Гросрусбах розташований у долині Русбах у гірській місцевості Вайнфіртель у Нижній Австрії, близько 17 км на північ від Корнойбурга. Площа торгового містечка займає 32,71 квадратних кілометрів, 14.2 відсоток території покрито лісом.

## Історія
Залишки поселення періоду неоліту (культура Ленг'єль) були знайдені на південь від залізничної станції у Вайнштайгу. Огороджувальний овальний кільцевий рів мав розміри 250 на 300 метрів. Зокрема виявлено підвали та складські ями. Зі знахідок (розписна кераміка, кам’яні знаряддя праці, фігури ідолів) дві добре збережені експонати виставлені в Музеї природознавства у Відні.

## Культура і пам'ятки

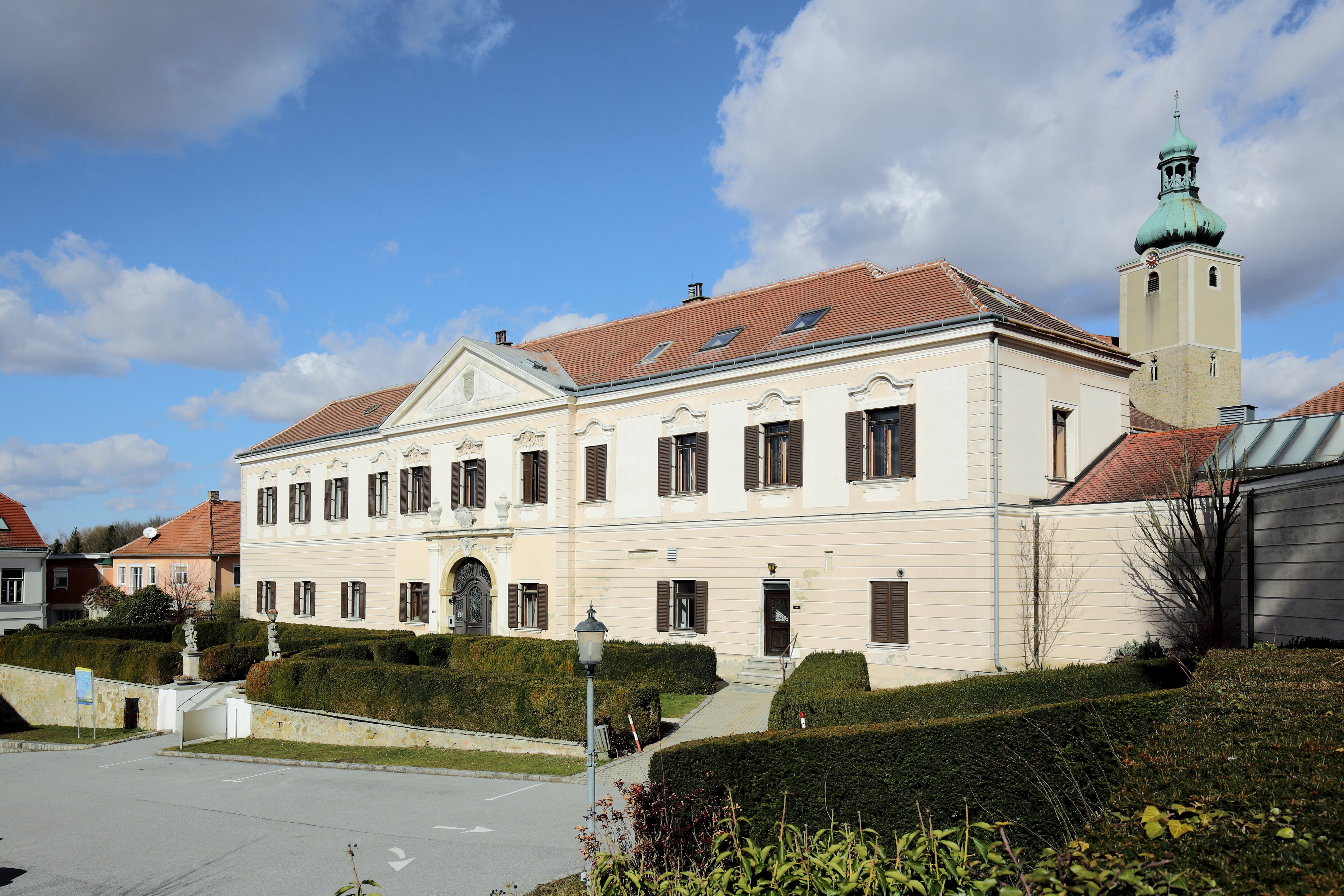
Замок Гроссрусбах
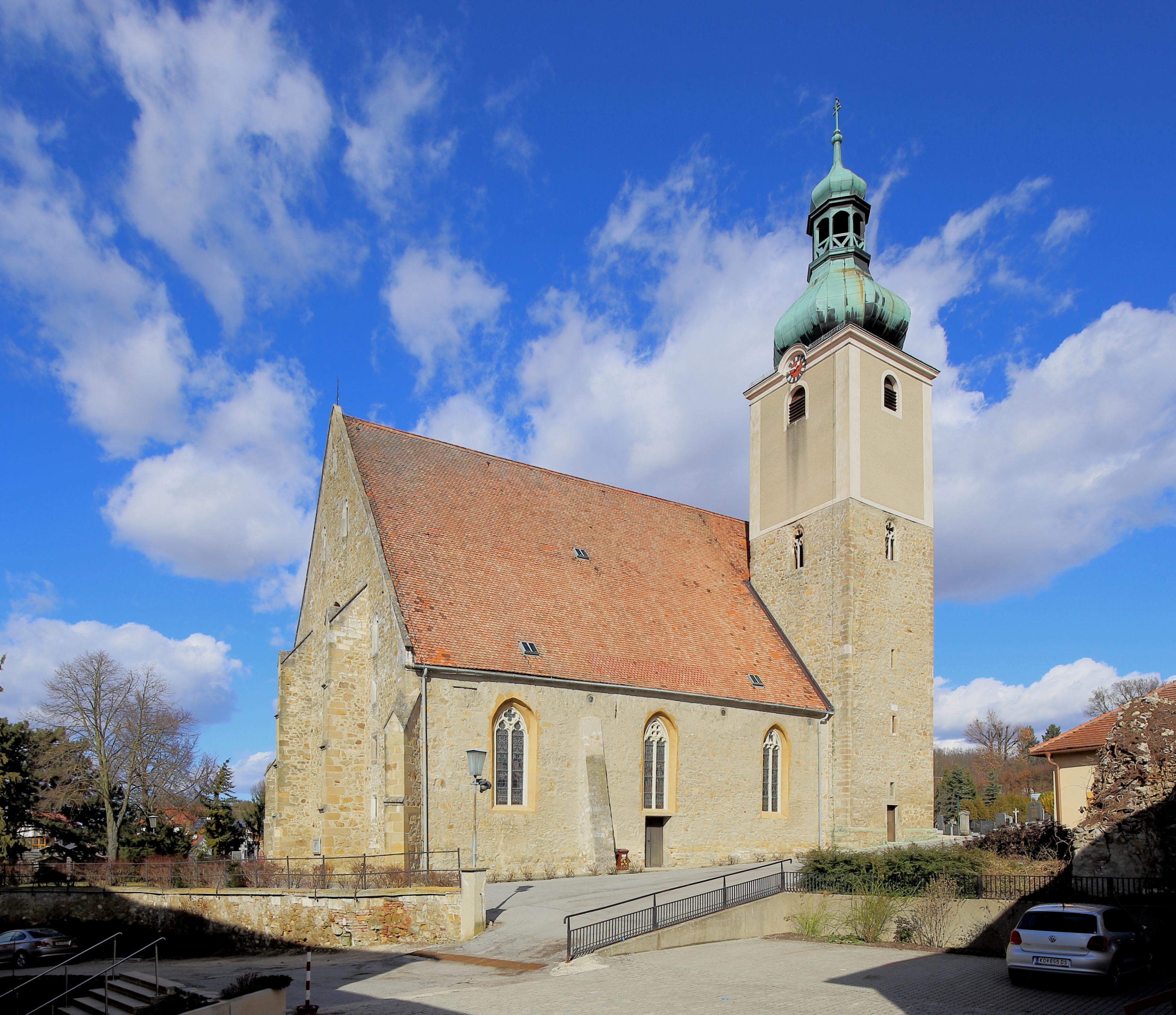
Парафіяльна церква Гроссрусбаха
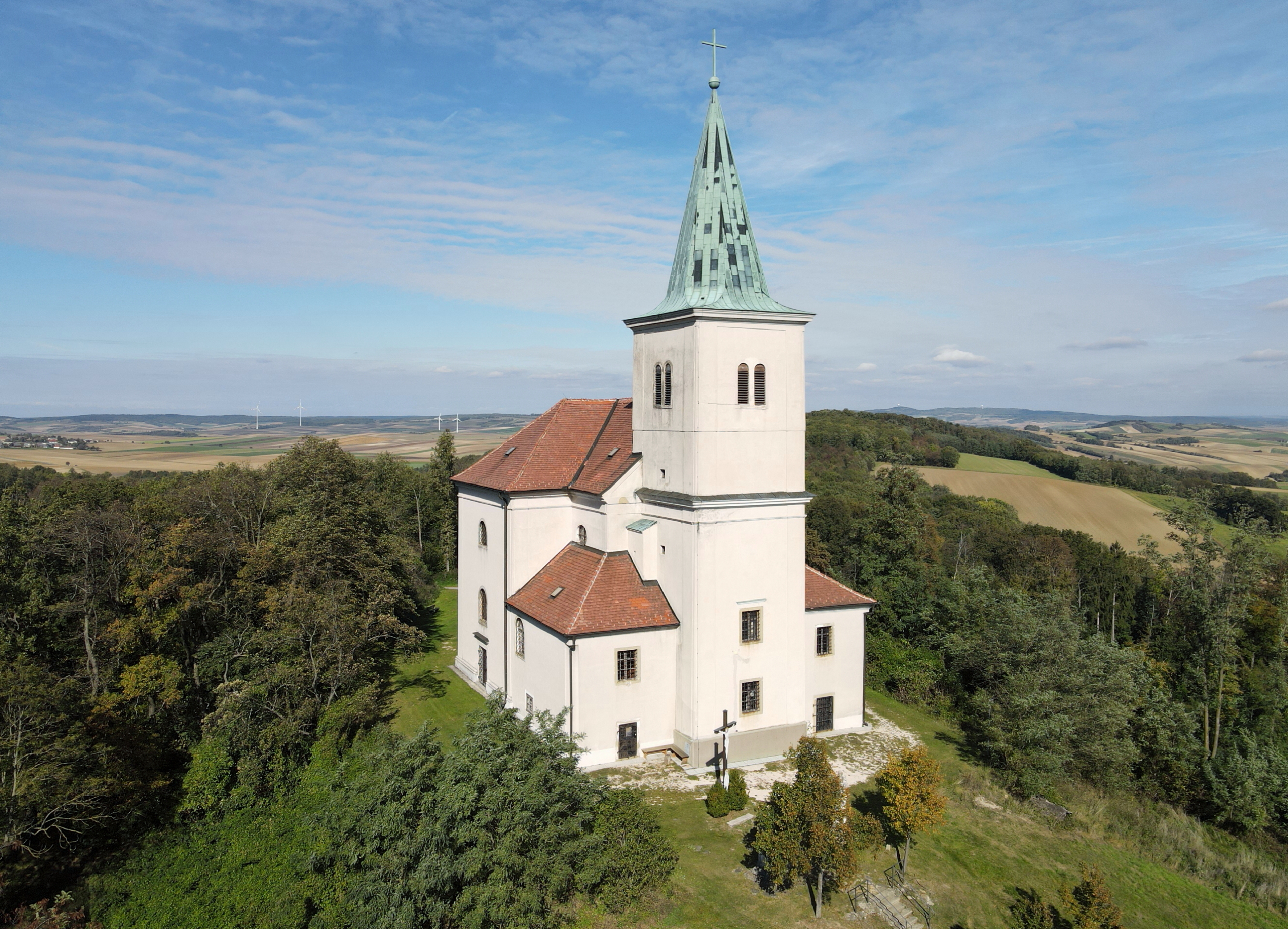
Парафіяльна і паломницька церква Карнабрунн
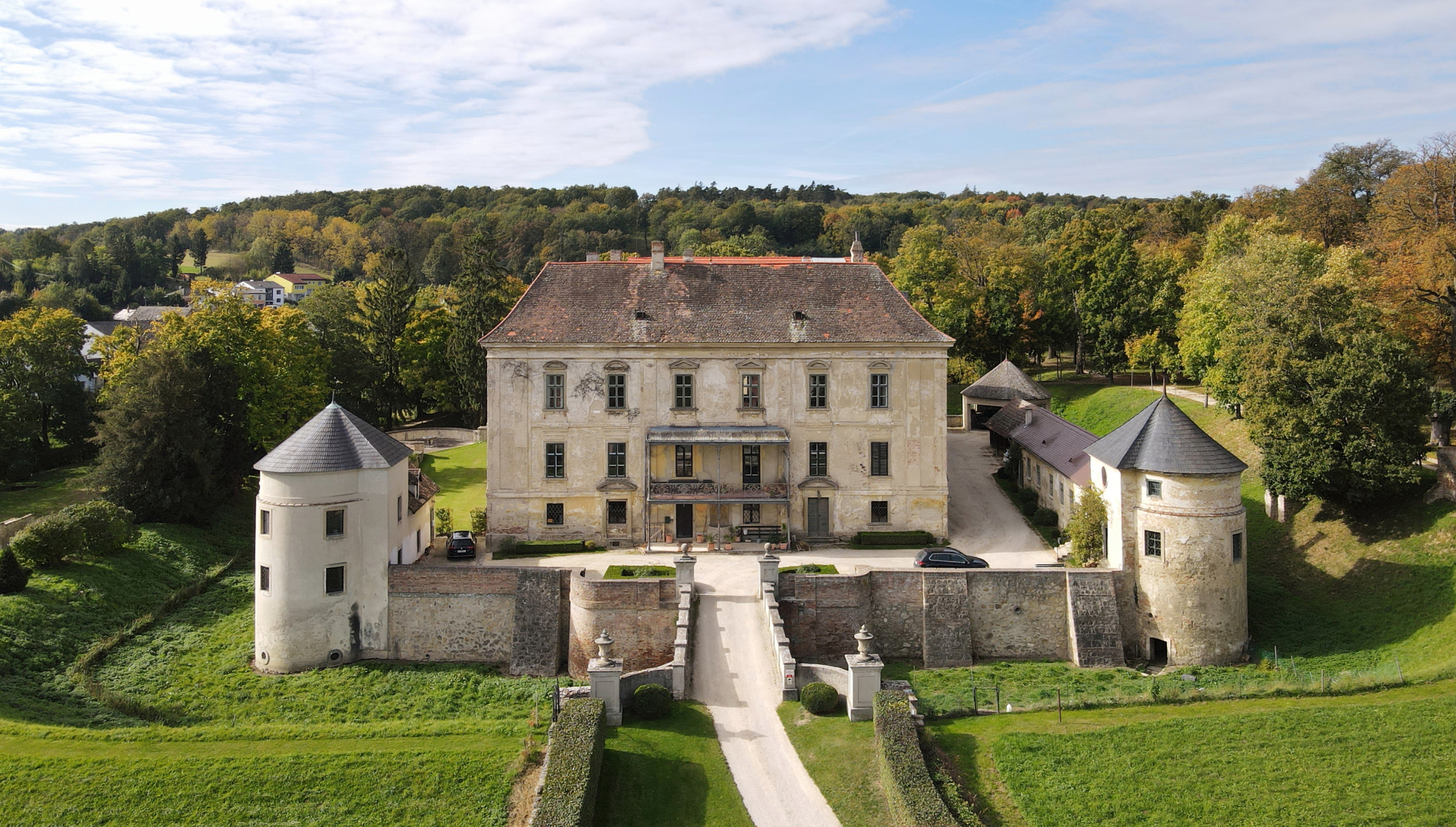
Колишній замок з ровом у Карнабрунні

## Економіка та інфраструктура
У 2001 році було 62 несільськогосподарських робочих місця, 79 сільськогосподарських і лісових підприємств згідно з обстеженням 1999 року. За переписом населення 2001 року чисельність працюючих за місцем проживання становила 860 осіб. Рівень зайнятості населення у 2001 році становив 46,2 відсотка.